# Lukt
Lukt kallas förnimmelser av specialiserade nervceller i näsborrarnas slemhinna (luktsinnet) av förekomst av förångade ytterst fina partiklar.. 
Även det fenomen som ger upphov till luktsinnets förnimmelser kallas lukt, speciellt när förnimmelsernas karaktär beskrivs (exempelvis: blomman har en angenäm lukt).
Traditionellt är ordet lukt i de nordgermanska språken ett neutralt begrepp för luktsinnets förnimmelser, utan någon gradering av om förnimmelsen har en positiv laddning eller en negativ laddning. För gradering av lukter finns traditionellt sett specifika ord som doft för lukter som upplevs som positiva och odör eller stank för lukter som upplevs som negativa, men det förekommer också att graderingen görs genom att det neutrala begreppet lukt används med positiva adjektiv (exv. god lukt) eller negativa adjektiv (exv. dålig lukt). En stor andel av svenska språkbrukare har en språkkänsla som överensstämmer med det traditionella mönstret.
Ordet lukt har i modern tid hos en del språkbrukare fått förändrat användningsmönster. I svenskspråkiga texter med mer vardaglig ton och tidningstext är förekomsten av negativa adjektiv i kombination med ordet lukt numera vanligare än förekomsten av positiva adjektiv. Detta har lett till att en relativt stor andel av svenska språkbrukare har kommit att uppfatta det traditionellt neutrala begreppet lukt som negativt laddat. Samtidigt har betydelseförskjutningen för denna grupp språkbrukare gjort att det traditionellt positivt laddade ordet doft har kommit att uppfattas som neutralt, dvs. att ordet doft har övertagit den roll som ordet lukt traditionellt har haft. Motsvarande förändrat användningsmönster finns inte i andra nordgermanska språk än svenska, utan där är det traditionella mönstret fortfarande generellt. I danska språket har användningsmönstret snarare genomgått motsatt utveckling, så att ordet doft inte enbart är entydigt positivt laddat utan även har fått utvidgad betydelse för näraliggande positivt laddade företeelser.
Värt att notera är att verbformerna av orden lukt och doft, dvs lukta (’lukta av något’) respektive dofta (’lukta positivt av något’) inte har genomgått samma förändring av användningsmönstret heller i svenskan, utan verbformerna använder en stor majoritet enligt det traditionella mönstret.
Eftersom ordet lukt och även ordet doft på svenska således uppfattas på olika sätt av olika språkbrukare är ett sätt att undvika missförstånd att ofta använda ett positivt laddat adjektiv eller ett negativt laddad adjektiv i kombination med ordet lukt, om det inte av sammanhanget är helt tydligt vad som avses. Att använda ordet doft i kombination med negativt laddade adjektiv bör av samma skäl undvikas.
I naturen är lukter (som människan och andra djur uppfattar) mycket vanligt förekommande; många växter och särskilt frukter brukar ha en framträdande lukt. Ämnen inom den rena kemin brukar ha en framträdande lukt; särskilt lågmolekylära estrar anses ofta lukta gott. Även mat brukar i regel upplevas ha en god lukt, vilket är speciellt viktigt då smaken är beroende av lukten. Lukt har bestämda användningsområden bland djur, t ex vid markering av revir eller vid kontaktsökande med en partner, där en särskild typ av luktpartiklar, feromoner, har stor betydelse för bland annat insekter.

## Doft

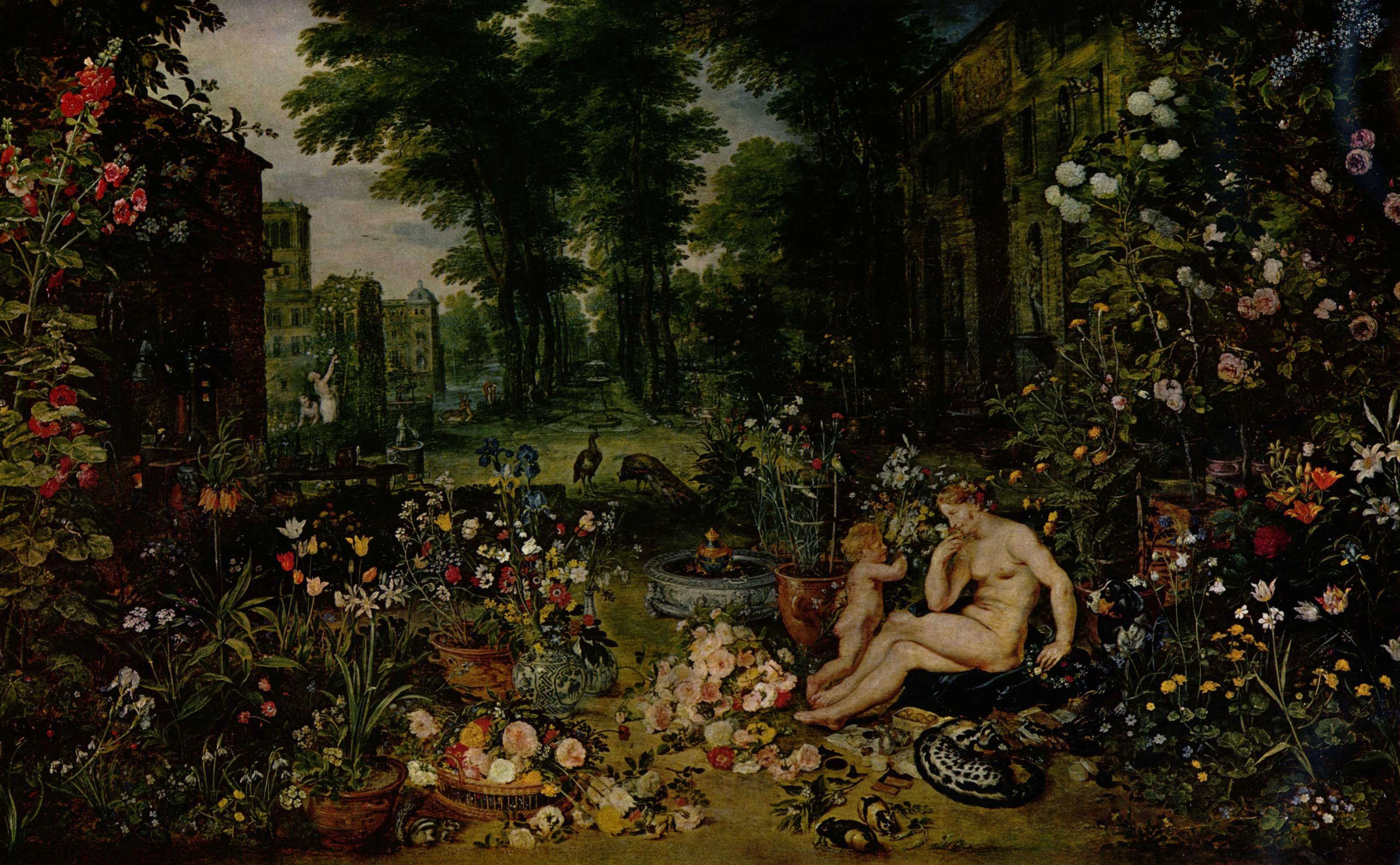
"Doft", av Jan Brueghel den äldre, Pradomuseet

En doft är traditionellt sett en lukt som av många uppfattas som tilltalande, oberoende av tidigare erfarenheter och genetiska förutsättningar. Som exempel kan nämnas blommor, regnvåt asfalt, kaffe eller parfym. För en betydande andel av svenska språkbrukare har ordet doft dock kommit att få den neutrala betydelse som ordet lukt traditionellt har haft.

## Odör
En odör är en lukt som av många uppfattas som icke tilltalande, oberoende av tidigare erfarenheter och genetiska förutsättningar. Bland exemplen på detta märks armhålesvett, fotsvett, flatulens och mögel. Ytterligare ett exempel kan vara när ett vin luktar av korkdefekt, dvs. som fuktig betongkällare, mögel eller klorig simbassäng.

## Stank
En stank är en lukt som av många uppfattas som en stark odör. Lukt av avföring och urin omnämns ofta som stank.

## Beskrivning och kategorisering av lukter
Det förekommer begrepp för att beskriva särskilda kategorier av lukter, men inom luktområdet är sådana begrepp färre och mer oprecist avgränsade än för andra sinnesförnimmelser (jämför t ex färger som relativt exakt kategoriserar olika synintryck, eller smakkategorier). Som exempel på kategoriserande begrepp som är exklusiva för luktområdet kan följande nämnas.
- Arom: Den luktförnimmelse, ibland i kombination med en smakförnimmelse, som mat och dryck kan förmedla och som ofta aktivt eftersträvas vid framställningen av en produkt. Aromen av vin anges ofta som en doft oavsett om den enskilda personen upplever aromen som positiv eller negativ, men i denna specifika kontext kan ordet doft sägas vara ett fackuttyck, där det mer positivt laddade allmänspråkliga begreppet doft används av respekt för den som producerat vinet även när den som provar vinet inte uppskattar aromen. Arom kan även användas bredare än för mat och dryck, exempelvis för vegetabilier i allmänhet, eller för parfym. Arom används huvudsakligen för positiva förnimmelser.
- Petrichor: Jordig lukt från hårda ytor utomhus, ofta efter regn.
- Täv: Den lukt som en människo- eller djurkropp kan avge. Täv kan avse en specifik individs distinkta kroppslukt, men kan också avse en viss arts distinkta lukt (exv. hundars täv). Ordet täv är levande i norrländska dialekter, men har tidigare förekommit allmänt i svenskan. Täv används huvudsakligen för negativa luktförnimmelser.
- Vittring: Den lukt/täv som en jägare eller ett rovdjur avger och som utlöser vaksamhet eller flykt hos ett villebråd. Vittring kan förnimmas av villebrådet direkt från jägaren/rovdjuret eller indirekt som luktspår på exempelvis utplacerade fällor. Även den lukt som villebrådet avger och som kan nyttjas av rovdjur för att spåra kallas vittring.
- Unket/dåm: En luktförnimmelse som förknippas med exempelvis instängda rum, källare, tvätt som har glömts kvar i tvättmaskinen eller avslagen läsk.
- Frän/dön: En stark eller intensiv lukt.

Eftersom de beskrivande och kategoriserande begreppen inom luktområdet är relativt få och oprecisa så används istället ofta en direkt jämförelse med något annat (”det luktar som…”) eller en analogi från ett annat område (”kryddigt”, ”tungt”, ”fruktigt”, ”starkt”, "jordigt", ”sött”, ”surt”) för att beskriva lukter.
Det är inte enbart svenskan som har få och oprecisa begrepp för att beskriva och kategorisera lukter, utan detsamma gäller för de flesta språk i värden. Som ett undantag kan nämnas språket jahai, som talas på Malackahalvön, som har välutvecklade kategorier för olika luktegenskaper.